# Demansia rimicola
Espèce
Demansia rimicola est une espèce de serpents de la famille des Elapidae.

## Répartition
Cette espèce est endémique d'Australie.

## Description
L'holotype de Demansia rimicola, un mâle adulte, mesure 804 mm dont 207 mm pour la queue. Son dos est brun ou brun jaune et sa face ventrale rouge orangé. Sa gorge est fortement marbrée de brun foncé.

## Étymologie
Son nom d'espèce, du latin rima, « fente, fissure, trou », et du verbe colo, « qui habite », lui a été donné en référence au fait qu'elle vit sur des sols de type vertisol (en anglais cracking clay soils, « sols argileux fissurés »).

## Publication originale
- Shea & Scanlon, 2007 : Revision of the small tropical whipsnakes previously referred to Demansia olivacea (Gray, 1842) and Demansia torquata (Guenther, 1862) (Squamata: Elapidae). Records of the Australian Museum, vol. 59, n. 2/3, p. 117-142 (texte intégral).